# دهستان زیودار
دهستان زیودار، یکی از دهستان‌های بخش مرکزی شهرستان معمولان در استان لرستان ایران است. مرکز این دهستان، روستای بن لار است.

## جمعیت
بر پایه سرشماری عمومی نفوس و مسکن در سال ۱۳۹۵، جمعیت دهستان زیودار برابر با ۳٬۹۲۸ نفر بوده‌است.